# CyberBunker

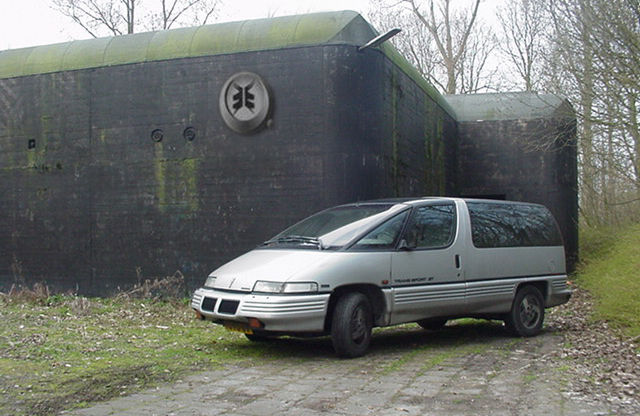
L'ancien bunker de l'OTAN en Zélande qui abritait le CyberBunker

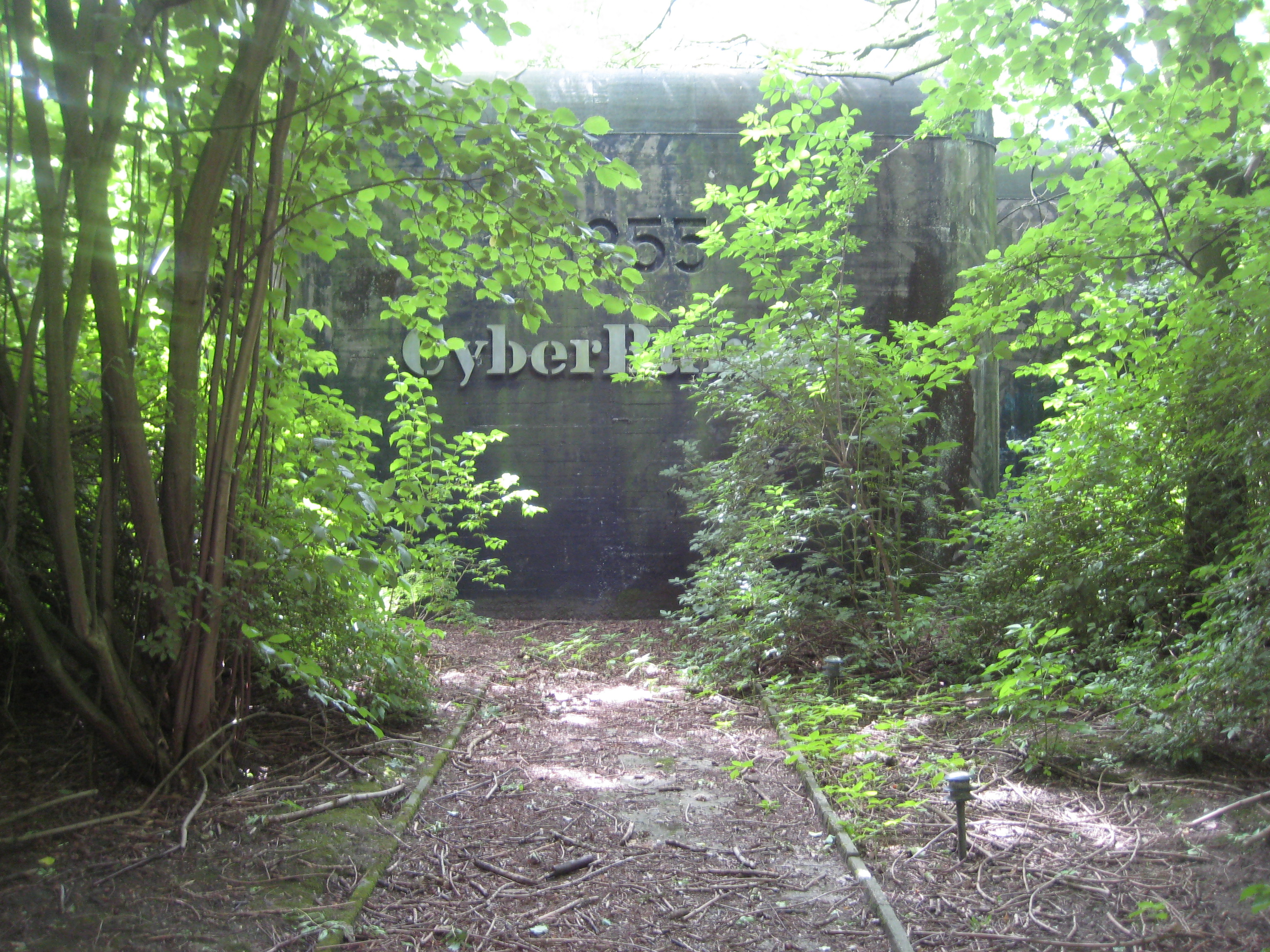
Entrée du bunker CyberBunker

CyberBunker était un fournisseur de services Internet situé aux Pays-Bas et en Allemagne qui, selon son site Web, « hébergeait des services pour tout site Web, à l'exception de la pornographie infantile et de tout ce qui touche au terrorisme ». La société a d'abord opéré dans un ancien bunker de l'OTAN en Zélande, d'où elle tire son nom, puis dans un autre ancien bunker de l'OTAN à Traben-Trarbach, en Allemagne. Sven Olaf Kamphuis a fait référence à CyberBunker comme la République de CyberBunker et s'est présenté comme le ministre des Télécommunications et des Affaires étrangères,.
CyberBunker a servi d'hébergeur Web pour The Pirate Bay et comme l'un des nombreux miroirs de WikiLeaks. CyberBunker a également été accusé d'être un hôte pour les spammeurs, les serveurs de commande et de contrôle de botnet, les logiciels malveillants et les escroqueries en ligne. La société a également été impliquée dans des détournements d'adresses IP du Border Gateway Protocol utilisés par Spamhaus et le ministère de la Défense des États-Unis. Le piratage de Spamhaus faisait partie d'une attaque par déni de service distribué d'une ampleur exceptionnelle lancée contre eux en mars 2013. En raison de l’ampleur de cette attaque, elle a reçu une attention considérable de la part des médias grand public.
En 2013, CyberBunker indiquait que son adresse était celle du bunker, mais l'emplacement des serveurs de CyberBunker n'était pas clair.
En septembre 2019, la police allemande a pris d'assaut et fermé les activités de l'entreprise dans son bunker de Traben-Trarbach. Sept suspects ont été arrêtés.

## Histoire

### Bunker hollandais (CB-1)
En 1995, Herman-Johan Xennt a acheté un bunker de 1900 mètres carrés juste à l'extérieur de la petite ville de Kloetinge dans le sud des Pays-Bas, qui a été construit en 1955 et qui avait été autrefois utilisé par l'OTAN,. Le bunker, utilisé à l'origine comme centre de commandement militaire provincial en temps de guerre de l'armée néerlandaise, a été construit pour résister à une attaque nucléaire.
Avec des collaborateurs, Xennt a formé la société CyberBunker au sein du bunker, pour offrir un « hébergement à toute épreuve » de sites Web,. Au cours des années 1990, les clients de l'entreprise étaient en grande partie des sites Web pornographiques,. Sa politique était d'accepter n'importe quel site Web, à l'exception de ceux liés à la pornographie infantile et au terrorisme.
En 2002, un incendie se déclare dans le bunker néerlandais. Après l'extinction de l'incendie, on a découvert qu'en plus des services d'hébergement Internet, un laboratoire de MDMA était en activité,. Trois des quatre hommes accusés d'avoir exploité le laboratoire ont été condamnés à des peines de trois ans de prison ; le quatrième a été acquitté en raison d'un manque de preuves. Après l'incendie, la ville locale a refusé à l'entreprise une licence commerciale, ce qui a obligé les serveurs du CyberBunker à être déplacés vers des emplacements en surface, notamment à Amsterdam,.
Dans sa publicité, la société a continué à affirmer qu'elle opérait à partir du bunker. Le 29 mars 2013, la société de stockage de données sécurisée BunkerInfra a publié un communiqué de presse indiquant qu'elle était propriétaire du bunker de Kloetinge depuis 2010, que toutes les déclarations faites par CyberBunker concernant son utilisation continue du complexe étaient fausses et qu'elle n'opérait plus depuis le bunker depuis l'incendie de 2002. Selon Businessweek, le bunker était « plein de déchets » lorsqu'ils l'ont acquis, et Guido Blaauw, leur directeur général, a déclaré que le matériel publicitaire du CyberBunker était « entièrement Photoshopé ».

### The Pirate Bay
En octobre 2009, le tracker BitTorrent The Pirate Bay, qui avait fait l'objet d'actions en justice de la part de divers groupes anti-piratage, dont l'organisation néerlandaise de défense des droits d'auteur BREIN, a quitté la Suède pour s'installer sur CyberBunker. En 2010, le tribunal de district de Hambourg a décidé que CyberBunker, opérant en Allemagne sous le nom de CB3Rob Ltd & Co KG, n'était plus autorisé à héberger The Pirate Bay, sous peine d'une amende de 250 000 € ou d'une peine d'emprisonnement pouvant aller jusqu'à deux ans pour chaque infraction.

### Spamhaus
En mars 2013, Spamhaus a ajouté CyberBunker à sa liste noire. Peu de temps après, une attaque par déni de service distribué (DDoS) d'une ampleur jamais signalée auparavant (atteignant un pic à 300 Gbit/s ; une attaque moyenne à grande échelle est souvent d'environ 50 Gbit/s, alors que la plus grande attaque connue et rapportée publiquement était de 100 Gbit/s) a été lancé contre les serveurs de messagerie et Web de Spamhaus en utilisant une attaque par amplification du système de noms de domaine (DNS),. L'attaque avait duré plus d'une semaine. Steve Linford, directeur général de Spamhaus, a déclaré que l'entreprise avait résisté à l'attaque. D’autres entreprises, comme Google, ont mis leurs ressources à disposition pour aider à absorber le trafic. L'attaque fait l'objet d'une enquête menée par cinq forces de cyberpolice nationales différentes à travers le monde. Spamhaus a affirmé que Cyberbunker, en coopération avec des « gangs criminels » d'Europe de l'Est et de Russie, était derrière l'attaque ; Cyberbunker n'a pas répondu à la demande de commentaire de la BBC sur cette allégation.
Cloudflare, une société de cybersécurité située à San Francisco, en Californie, qui aidait Spamhaus à lutter contre l'attaque DoS, a également été ciblée. Le 28 mars 2013, le site Web de CyberBunker a été mis hors ligne pendant une courte période, devenant peut-être lui-même victime d'une attaque DDoS.
Le 25 avril 2013, Sven Olaf Kamphuis, porte-parole de CyberBunker, a été arrêté à la demande des autorités néerlandaises près de Barcelone par la police espagnole après la collaboration d'Eurojust. Un communiqué de presse anonyme publié sur Pastebin.com le lendemain, exigeant la libération de Kamphuis, menaçait de nouvelles attaques à grande échelle s'il restait en détention. Les autorités espagnoles ont indiqué que Kamphuis opérait depuis un bunker bien équipé et utilisait une camionnette comme bureau informatique mobile. Aucune information supplémentaire sur ce bunker n'a été fournie. En septembre 2013, il a été révélé qu'une deuxième arrestation avait été effectuée en avril en relation avec l'attaque sur Spamhaus, le suspect étant un jeune de 16 ans originaire de Londres. Kamphuis a été détenu pendant 55 jours en attendant son extradition vers les Pays-Bas et a ensuite été reconnu coupable et condamné à 240 jours de prison. Sa peine a été suspendue, avec déduction des 55 jours purgés.

### Bunker de Traben-Trarbach (CB-3)
En 2013, la société a acheté son deuxième bunker à Traben-Trarbach, en Allemagne. Dès 2015, les enquêteurs allemands spécialisés dans la cybercriminalité ont reçu un mandat pour enquêter sur l'entreprise en surveillant son trafic Internet entrant et sortant du bunker. Au cours de cette période, la société aurait compté parmi ses clients les marchés du dark web Wall Street Market, Cannabis Road et Flugsvamp, ainsi que Fraudsters, un forum d'échange de drogues illégales, de fausse monnaie et de fausses pièces d'identité,. Le criminel irlandais George Mitchell, qui a vécu quelque temps à Traben-Trarbach, a contacté Xennt pour lui proposer de gérer une entreprise de téléphonie chiffrée. Le back-end de l'application de messagerie chiffrée Exclu a été exécuté sur les serveurs de CyberBunker.
En septembre 2019, 600 policiers allemands ont effectué une descente dans le bunker. Sept personnes ont été arrêtées lors du raid. La police a déclaré plus tard que le bunker était le lieu à partir duquel une attaque par déni de service contre Deutsche Telekom avait été lancée fin 2016.
En 2021, Xennt et six autres accusés ont été reconnus coupables d’avoir formé une organisation criminelle, mais ont été acquittés d’avoir aidé et encouragé les crimes commis sur leurs serveurs. Ils ont été condamnés à des peines allant de 28 à 59 mois de prison.
En décembre 2023, leur site est redevenu actif sous cyberbunker.pro et cyberbunker.world[réf. nécessaire].

## Documentaire
Le documentaire Netflix Cyberbunker : Les dessous du darknet est sorti en 2023. Il contient des entretiens avec le procureur enquêteur et des policiers, le maire de Traben-Trarbach, des journalistes, Xennt et d'autres membres de son organisation. La police a révélé qu'ils avaient placé un jardinier infiltré et une femme de ménage dans le bunker et qu'ils avaient attiré Xennt et son équipe hors du bunker avant le raid.